# Iwnyzja
Iwnyzja (ukrainisch Івниця; russisch Ивница Iwniza, polnisch Iwnica) ist ein Dorf im Süden der ukrainischen Oblast Schytomyr mit etwa 1300 Einwohnern (2023).

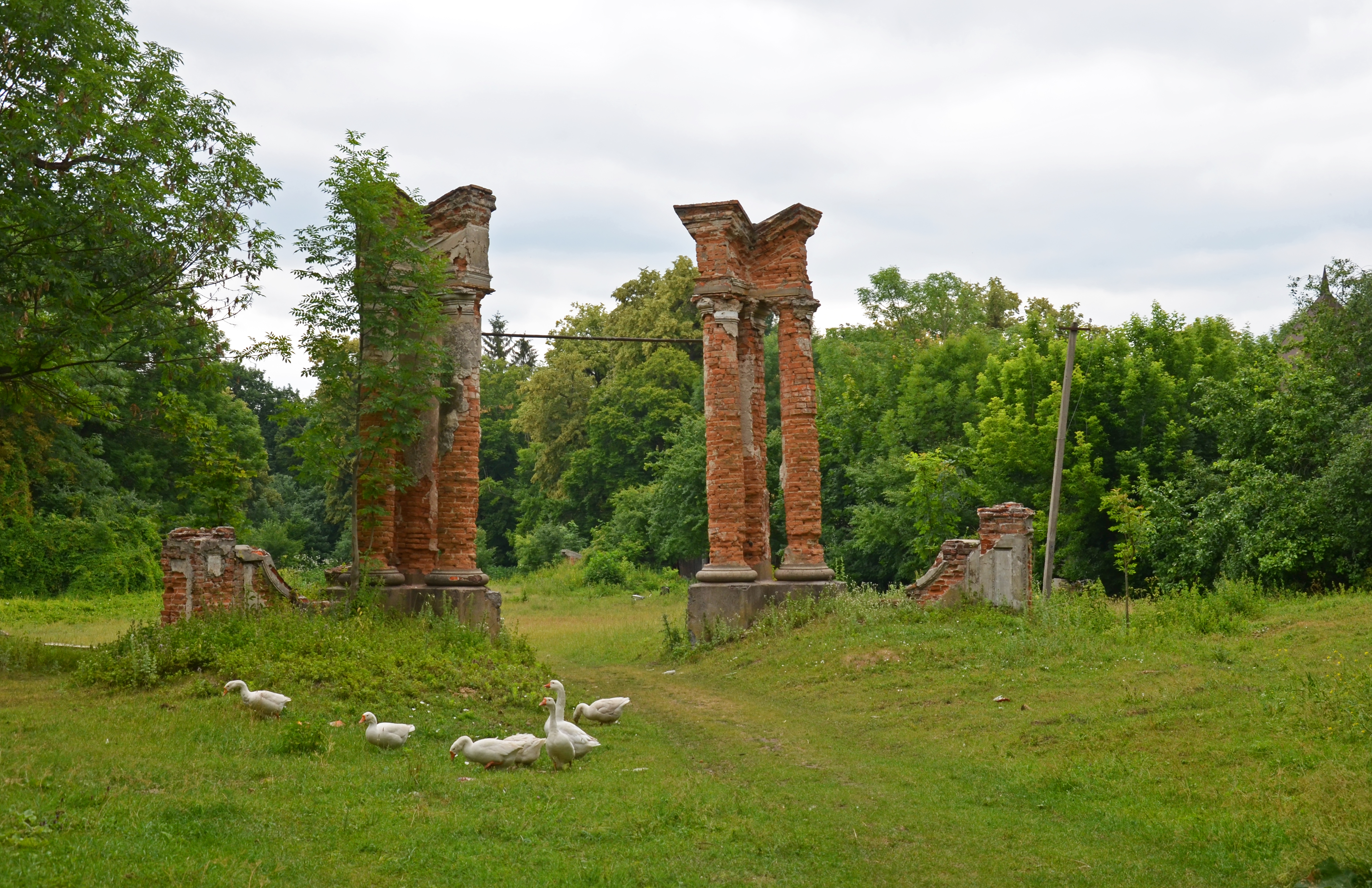
Denkmalgeschützte Ruine des Eingangstors zum Landhaus Chaudoir

In Iwnyzja stehen die denkmalgeschützten Ruinen des Anwesens der ehemaligen Dorfbesitzer. Außerdem besitzt die Ortschaft einen Landschaftspark (Івницький парк Iwnyzkyj park) von 14 Hektar Fläche aus der Mitte des 18. Jahrhunderts. Im Park sind 45 Arten von Bäumen und Sträuchern zu finden, darunter Esche, Fichte, Linde, Ahorn und Ulme. Etwa 800 Bäume im Park sind mehr als 200 Jahre alt.

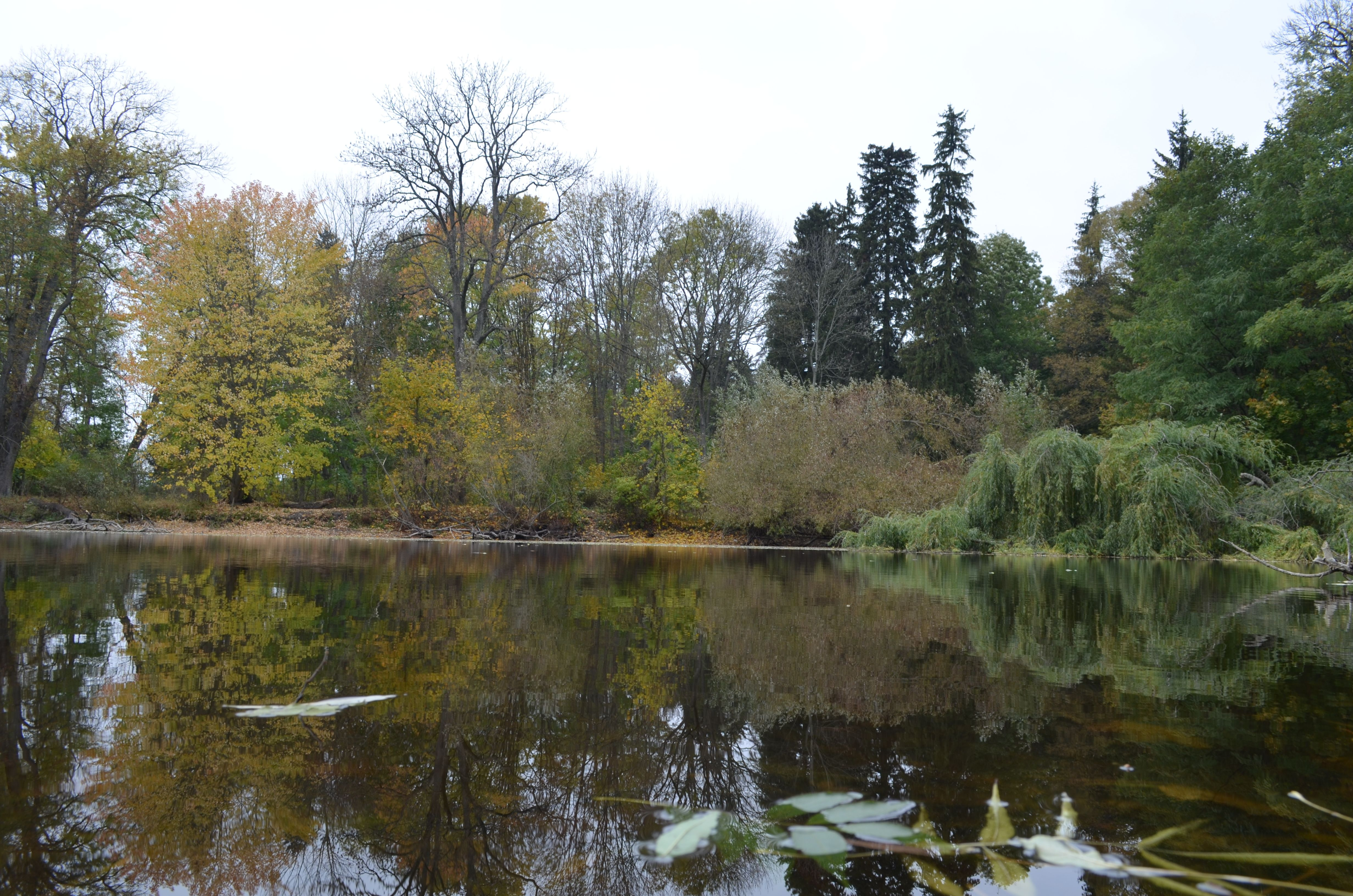
Landschaftspark in Iwnyzja

## Geschichte
Das erstmals 1584 schriftlich erwähnte Dorf (eine weitere Quelle nennt das Jahr 1683) erhielt 1761 vom polnischen König August III. Privilegien, da es damals eine Handels- und Handwerksstadt mit mehr als 3000 Einwohnern war. In der Stadt gab es eine Kirche, eine Kapelle, eine Synagoge sowie ein jüdisches Gebetshaus, des Weiteren eine Schule und zwei Sägewerke. 1971 hatte die Ortschaft insgesamt 2569 Einwohner.

## Gemeinde
Iwnyzja gehört seit 2020 administrativ zur Landgemeinde Wolyzja (Волицька сільська громада Wolyzka silska hromada) im Süden des Rajon Schytomyr. Zuvor war Iwnyzja das administrative Zentrum der gleichnamigen, 37,696 km² großen Landratsgemeinde im Nordwesten des Rajon Andruschiwka, zu der noch das Dorf Borok (Борок, ⊙) mit etwa 5 Einwohnern gehörte.
Am 17. Juli 2020 kam es im Zuge einer großen Rajonsreform zum Anschluss des Rajonsgebietes an den Rajon Schytomyr.

## Geografische Lage
Die Ortschaft liegt auf einer Höhe von 210 m am Ufer der Iwjanka (Ів’янка), eines 34 km langen, rechten Nebenflusses des Teteriw, etwa 10 km nordwestlich vom Gemeindezentrum Wolyzja und 35 km südöstlich vom Rajon- und Oblastzentrum Schytomyr.
Im Süden vom Dorf verläuft die Bahnstrecke von Schytomyr nach Fastiw und südwestlich der Ortschaft verläuft in sechs Kilometern Entfernung die Regionalstraße P–18.

## Söhne und Töchter der Ortschaft
- Maximilien de Chaudoir (1816–1881), russischer Entomologe
- Iwan de Chaudoir (1858–1919), russischer Mäzen
- Chaim Nachman Bialik (1873–1934), jüdischer Dichter, Autor und Journalist